# Deutsche Einband-Meisterschaft 1982/83

Veranstaltungsort: Gladbeck

Die Deutsche Einband-Meisterschaft 1982/83 ist eine Billard-Turnierserie und fand am 16. Oktober 1982 in Gladbeck zum 29. Mal statt.

## Geschichte
Für Thomas Wildförster begann die Endrunde mit einem Dämpfer. Nachdem er in der Qualifikation mit 15,00 einen neuen deutschen Rekord im Generaldurchschnitt (GD) aufgestellt hatte, gab es eine völlig unerwartete Niederlage gegen den Saarländer Fritz Günther. Das Spiel um Platz drei fand nicht statt, da Heinz Janzen nach einem Zusammenbruch ins Krankenhaus kam. Das Finale war eine klare Angelegenheit für den Titelverteidiger Wolfgang Zenkner.

## Modus
Gespielt wurde in den Qualifikationsgruppen bis 150 Punkte oder 40 Aufnahmen. In der Endrunde wurden zwei Gewinnsätze bis 75 Punkte gespielt. Das gesamte Turnier wurde mit Nachstoß gespielt. Die Endplatzierung ergab sich aus folgenden Kriterien:
Die Endplatzierung ergab sich aus folgenden Kriterien:
1. Matchpunkte
2. Satzverhältnis (SV)
3. Generaldurchschnitt (GD)
4. Bester Einzeldurchschnitt (BED)
5. Höchstserie (HS)

## Teilnehmer (nach Ausgangsklassement)
1. Wolfgang Zenkner (BSV München), Titelverteidiger
2. Thomas Wildförster (BSV Velbert)
3. Heinz Janzen (BG Bottrop 24)
4. Fritz Günther (BC Viktoria 09 Neunkirchen)

### Turnierverlauf
| #                         | Name                                       | MP  | GD   | BED  | HS |
| ------------------------- | ------------------------------------------ | --- | ---- | ---- | -- |
| 1                         | Fritz Günther (BC Viktoria 09 Neunkirchen) | 4:2 | 3,20 | 3,67 | 15 |
| 2                         | Willi Steinberger (BC Kempten)             | 2:4 | 3,14 | 4,28 | 31 |
| Turnierdurchschnitt: 3,17 |                                            |     |      |      |    |

| MP    | Match Punkte (Sieger = 2; Unentschieden = 1; Verlierer = 0) |
| SV    | Satzverhältnis (nur bei Turnieren im Satzsystem)            |
| Pkte. | Erzielte Karambolagen                                       |
| Aufn. | benötigte Aufnahmen                                         |
| GD    | Generaldurchschnitt                                         |
| MGD   | Mannschafts-Generaldurchschnitt                             |
| BED   | Bester Einzeldurchschnitt eines Spielers                    |
| BEMD  | Bester Einzeldurchschnitt einer Mannschaft                  |
| BSD   | Bester Satzdurchschnitt eines Spielers                      |
| HS    | Höchstserie                                                 |
| WRP   | Weltranglistenpunkte                                        |

| #                         | Name                                      | MP  | GD    | BED   | HS  |
| ------------------------- | ----------------------------------------- | --- | ----- | ----- | --- |
| 1                         | Thomas Wildförster (BSV Velbert)          | 6:0 | 15,00 | 30,00 | 110 |
| 2                         | Günter Siebert (BSV Duisburg-Hochfeld 74) | 4:2 | 8,59  | 9,37  | 39  |
| 3                         | Dieter Wirtz (BSV Duisburg-Hochfeld 74)   | 2:4 | 4,05  | 5,55  | 31  |
| 4                         | Udo Mohr (Düsseldorfer Bfr. 54)           | 0:6 | 4,05  | –     | 25  |
| Turnierdurchschnitt: 6,81 |                                           |     |       |       |     |

| MP    | Match Punkte (Sieger = 2; Unentschieden = 1; Verlierer = 0) |
| SV    | Satzverhältnis (nur bei Turnieren im Satzsystem)            |
| Pkte. | Erzielte Karambolagen                                       |
| Aufn. | benötigte Aufnahmen                                         |
| GD    | Generaldurchschnitt                                         |
| MGD   | Mannschafts-Generaldurchschnitt                             |
| BED   | Bester Einzeldurchschnitt eines Spielers                    |
| BEMD  | Bester Einzeldurchschnitt einer Mannschaft                  |
| BSD   | Bester Satzdurchschnitt eines Spielers                      |
| HS    | Höchstserie                                                 |
| WRP   | Weltranglistenpunkte                                        |

| #                         | Name                                         | MP  | GD   | BED  | HS |
| ------------------------- | -------------------------------------------- | --- | ---- | ---- | -- |
| 1                         | Heinz Janzen (BG Bottrop 24)                 | 6:0 | 4,50 | 6,00 | 28 |
| 2                         | Werner Naruhn (BC Feldmark 34 Gelsenkirchen) | 2:4 | 3,25 | 3,72 | 28 |
| 3                         | Harald Gast (Dortmunder BVg 26/35)           | 2:4 | 2,98 | 3,94 | 23 |
| 4                         | Hans Wernikowski (Dortmunder BVg 26/35)      | 2:4 | 2,68 | 2,77 | 18 |
| Turnierdurchschnitt: 3,31 |                                              |     |      |      |    |

| MP    | Match Punkte (Sieger = 2; Unentschieden = 1; Verlierer = 0) |
| SV    | Satzverhältnis (nur bei Turnieren im Satzsystem)            |
| Pkte. | Erzielte Karambolagen                                       |
| Aufn. | benötigte Aufnahmen                                         |
| GD    | Generaldurchschnitt                                         |
| MGD   | Mannschafts-Generaldurchschnitt                             |
| BED   | Bester Einzeldurchschnitt eines Spielers                    |
| BEMD  | Bester Einzeldurchschnitt einer Mannschaft                  |
| BSD   | Bester Satzdurchschnitt eines Spielers                      |
| HS    | Höchstserie                                                 |
| WRP   | Weltranglistenpunkte                                        |

### Finalrunde
| Name               | MP  | SV  | 1. Satz | 2. Satz | 3. Satz | Pkte. | Aufn. | GD    | BSD   | HS |
| ------------------ | --- | --- | ------- | ------- | ------- | ----- | ----- | ----- | ----- | -- |
| Halbfinale         |     |     |         |         |         |       |       |       |       |    |
| Thomas Wildförster | 0:2 | 2:4 | 38(10)  | 75(14)  | 68(12)  | 181   | 36    | 5,02  | 7,14  | 41 |
| Fritz Günther      | 2:0 | 4:2 | 75(10)  | 41(14)  | 75(12)  | 191   | 36    | 5,30  | 7,50  | 18 |
| Wolfgang Zenkner   | 2:0 | 4:0 | 75(2)   | 75(12)  |         | 150   | 14    | 10,71 | 37,50 | 50 |
| Heinz Janzen       | 0:2 | 0:4 | 12(2)   | 69(12)  |         | 81    | 14    | 5,78  | –     | 17 |
| Spiel um Platz 3   |     |     |         |         |         |       |       |       |       |    |
| Thomas Wildförster | 2:0 | 4:0 |         |         |         |       |       |       |       |    |
| Heinz Janzen (*)   | 0:2 | 0:4 |         |         |         |       |       |       |       |    |
| Finale             |     |     |         |         |         |       |       |       |       |    |
| Fritz Günther      | 0:2 | 0:4 | 27(7)   | 37(15)  |         | 64    | 22    | 2,90  | –     | 14 |
| Wolfgang Zenkner   | 2:0 | 4:0 | 75(7)   | 75(15)  |         | 150   | 22    | 6,81  | 10,71 | 49 |

(*) Heinz Janzen musste krankheitsbedingt aufgeben. 2:0 MP für Thomas Wildförster.

### Abschlusstabelle
| MP    | Match Punkte (Sieger = 2; Unentschieden = 1; Verlierer = 0) |
| SV    | Satzverhältnis (nur bei Turnieren im Satzsystem)            |
| Pkte. | Erzielte Karambolagen                                       |
| Aufn. | benötigte Aufnahmen                                         |
| GD    | Generaldurchschnitt                                         |
| MGD   | Mannschafts-Generaldurchschnitt                             |
| BED   | Bester Einzeldurchschnitt eines Spielers                    |
| BEMD  | Bester Einzeldurchschnitt einer Mannschaft                  |
| BSD   | Bester Satzdurchschnitt eines Spielers                      |
| HS    | Höchstserie                                                 |
| WRP   | Weltranglistenpunkte                                        |

| Klassement                | Klassement         | Klassement | Klassement | Klassement | Klassement | Klassement | Klassement | Klassement | Klassement |
| Platz                     | Name               | MP         | SV         | Pkte.      | Aufn.      | GD         | BED        | BSD        | HS         |
| ------------------------- | ------------------ | ---------- | ---------- | ---------- | ---------- | ---------- | ---------- | ---------- | ---------- |
| 1                         | Wolfgang Zenkner   | 4:0        | 8:0        | 300        | 36         | 8,33       | 10,71      | 37,50      | 50         |
| 2                         | Fritz Günther      | 2:2        | 4:6        | 255        | 58         | 4,39       | 5,30       | 7,50       | 20         |
| 3                         | Thomas Wildförster | 2:2        | 6:4        | 181        | 36         | 5,02       | 5,55       | –          | 40         |
| 4                         | Heinz Janzen       | 0:4        | 0:8        | 81         | 14         | 5,78       | –          | –          | 17         |
| Turnierdurchschnitt: 5,67 |                    |            |            |            |            |            |            |            |            |